# Liste der Kulturdenkmäler in Ohmbach
In der Liste der Kulturdenkmäler in Ohmbach sind alle Kulturdenkmäler der rheinland-pfälzischen Ortsgemeinde Ohmbach aufgeführt. Grundlage ist die Denkmalliste des Landes Rheinland-Pfalz (Stand: 6. September 2022).

## Einzeldenkmäler
| Bezeichnung            | Lage                  | Baujahr         | Beschreibung | Bild |
| ---------------------- | --------------------- | --------------- | --- | ---- |
| Protestantische Kirche | Kirchenstraße 16 Lage | 12. Jahrhundert | romanischer Turm, 12. Jahrhundert, Saal und Turmaufstockung 1780, Architekt Philipp Heinrich Hellermann, Zweibrücken, Turmhelm wohl aus dem 19. Jahrhundert | BW   |
| Schulhaus              | Kirchenstraße 24 Lage | 1835–42         | ehemalige protestantische Schule; eingeschossiger Putzbau über Quadersockel, Rundbogenstil, 1835–42                                                         | BW   |